# Лебедев, Николай Константинович (историк)
Николай Константинович Лебедев (1879—1934) — русский советский историк, географ, литератор, деятель революционного движения (анархист-синдикалист, анархист-федералист), брат Ивана Лебедева — русско-французского художника.

## Биография
Николай Константинович Лебедев родился в деревне в Нижегородской губернии, в семье приказчика, выходца из крестьянской среды. Здесь же окончил сельскую школу, а затем был рабочим на паровой мельнице.
К анархистским убеждениям пришёл в середине 1900-х годов, после знакомства с П. А. Кропоткиным. За революционную деятельность был арестован, а после освобождения эмигрировал за границу, сначала в Париж, потом в Брюссель. Окончил Парижский университет, где ему присвоили степень доктора общественных наук. Слушал лекции в Географическом институте Элизе Реклю.
В эмиграции вместе с женой, известным историком анархизма Наталией Александровной Критской (Лебедевой), Н. К. Лебедев занимался исследованием революционно-синдикалистского движения Франции, в то время очень популярного.
В 1908 году в России вышла и получила широкую известность первая книга Н. А. Критской и Н. К. Лебедева «История синдикального движения во Франции. 1789—1907». Был также автором ряда теоретических брошюр, популяризировавших планы социально-экономических преобразований анархо-синдикалистов.
В 1914 году, вернувшись в Россию, поселился в Москве. Окончил Московский городской народный университет имени А. Л. Шанявского.
В Москве начал сотрудничать с известным издателем И. Д. Сытиным, редактируя и дополняя русские переводы трудов Элизе Реклю, а также написал биографический очерк Э. Реклю для русского издания его книги «Земля» (1914).
После февральской революции 1917 года участвовал в анархистском и рабочем движении.
В начале 1920-х занимался преимущественно просветительской деятельностью. В 1921 году принял активное участие в основании Музея П. А. Кропоткина в Москве, в 1921—1933 годах был одним из его руководителей, будучи секретарём Всероссийского Общественного Комитета по увековечиванию памяти П. А. Кропоткина.
В 1933 году был арестован в связи с предъявлением обвинения в «анархической пропаганде». 30 апреля 1933 года Коллегия ОГПУ, рассмотрев дело Н. К. Лебедева, приговорила его к ссылке в Северную область сроком на 3 года. Н. К. Лебедев умер ещё до отправки в ссылку.

## Основные труды
- Реклю Элизе. Земля. Описание жизни земного шара. Т. II / Пер с франц. под ред. и с дополнениями Н. К. Лебедева. — М.: Тип. Т-ва И. Д. Сытина, 1914. — 118 с.
- Народы и страны западной Европы / Элизе Реклю; Пер. с фр. под ред. и с доп. Н. К. Лебедева. — М.: И. Д. Сытин, 1915- . — Т. 12: Швеция и Норвегия / Элизе Реклю, Н. К. Лебедев. — 84 с.
- Лебедев Н. К. Элизе Реклю, как человек, учёный и мыслитель. — Пг.; М.: Голос труда, 1920. — 120 с.
- Лебедев Н. К. Элизе Реклю. — М.: Государственное издательство, 1925. — (Биографическая библиотека).
- Лебедев Н. К. Ценою жизни к Северу. Очерки по истории завоевания Севера за последние четыре века. — М.: Земля и фабрика, 1929. — 160 с. — 25 000 экз. (обл.)
- Лебедева Н. А., Лебедев Н. К. Элизе Реклю. — М.: Географгиз, 1956. — 40 с. — (Замечательные географы и путешественники). — 100 000 экз. (обл.)

Новейшие переиздания работ
- Лебедев Н. К. Завоевание Земли. Великие географические открытия от Одиссея до Лаперуза. — М.: ЗАО «Центрполиграф», 2002. — 512 с. — 6000 экз. — ISBN 5-227-01455-8. (в пер.)
- Лебедев Н. К. К истории Интернационала. Этапы международного объединения трудящихся. — Изд. 2-е, доп. — М.: УРСС, 2010. — 152 с. — (Размышляя об анархизме). — ISBN 978-5-484-01169-8. (обл.)